# (4970) Druyan
(4970) Druyan (1988 VO2) – planetoida z grupy pasa głównego asteroid okrążająca Słońce w ciągu 3,71 lat w średniej odległości 2,4 j.a. Odkryta 12 listopada 1988 roku.
Asteroida została nazwana na cześć Ann Druyan.